# Запис платан у центру (Велики Поповић)
Запис платан у центру (Велики Поповић) се налази на парцели чији је власник Месна заједница.

## Локација
| Општина             | Деспотовац                                                       |
| Катастарска општина | Велики Поповић                                                   |
| Потес               | Варош                                                            |
| Координате          | 44° 07′ 02″ С; 21° 21′ 25″ И / 44.117199999999997° С; 21.3569° И |
| Надморска висина    | 203m                                                             |

## Карактеристике
Дендрометријске вредности утврђене на терену и сателитским снимцима:
| Стабло                     | Платан |
| Висина стабла              | m      |
| Обим дебла                 | m      |
| Пречник крошње             | 11m    |
| Пречник дебла              | m      |
| Висина дебла до прве гране | m      |

## База записа
Запис је у оквиру Викимедија пројекта "Запис - Свето дрво" заведен под редним бројем 0557.